# Escamps (Lot)
Escamps é uma comuna francesa na região administrativa de Occitânia, no departamento de Lot. Estende-se por uma área de 12,11 km². Em 2010 a comuna tinha 214 habitantes (densidade: 17,7 hab./km²).